# Ptilogyna (Plusiomyia) inornata
Ptilogyna (Plusiomyia) inornata is een tweevleugelige uit de familie langpootmuggen (Tipulidae). De soort komt voor in het Australaziatisch gebied.